# Hypolimnion

Sjöar är stratifierade i tre separata sektioner:
I. Epilimnion
II. Metalimnion
III. Hypolimnion
Skalorna används för att binda varje sektion av skiktningen till dess motsvarande djup och temperaturer. Pilen används för att visa vindens rörelse över vattenytan som initierar omsättningen i epilimnion och hypolimnion.

Hypolimnion är den kallare vattenmassan vid botten i en termiskt skiktad sjö, som ligger under termoklinen. Ordet "hypolimnion" kommer från antikens grekiska: λιμνίον (romaniserat: limníon, lit. 'sjö').
Typiskt är hypolimnion det kallaste lagret av en sjö på sommaren och det varmaste lagret under vintern. I djupa, tempererade sjöar är de nedersta vattnen i hypolimnion vanligtvis nära 4 °C under hela året. Hypolimnion kan vara mycket varmare i sjöar på varmare breddgrader. Eftersom den är på djupet, är den isolerad från ytvindblandning under sommaren, och får vanligtvis otillräcklig instrålning (ljus) för att fotosyntes ska ske.

## Syredynamik
De djupaste delarna av hypolimnion har låga syrekoncentrationer. I eutrofa sjöar är hypolimnion ofta anoxisk. Djup blandning av sjöar under hösten och tidig vinter gör att syre kan transporteras från epilimnion till hypolimnion. Nedkylningen av epilimnion under hösten minskar sjöskiktningen och möjliggör blandning. Hypolimnion kan vara anoxiskt i upp till halva året. Anoxi är vanligare i hypolimnion under sommaren när blandning inte förekommer.I frånvaro av syre från epilimnion kan nedbrytning orsaka hypoxi i hypolimnion.

### Hypolimnetisk luftning
I eutrofa sjöar där hypolimnion är anoxiskt, kan hypolimnetisk luftning användas för att tillföra syre till hypolimnion. Att tillföra syre till systemet genom luftning kan vara kostsamt eftersom det kräver betydande mängder energi.